# Sun (album de Cat Power)
Albums de Cat Power
Dark End of the Street
(2008)
Sun est le dixième album de Chan Marshall alias Cat Power sorti le 3 septembre 2012, sur le label Matador Records.

## Titres
Toutes les chansons sont écrites et composées par Chan Marshall.
| 1.    | Cherokee                         | 4:45  |
| 2.    | Sun                              | 3:19  |
| 3.    | Ruin                             | 4:33  |
| 4.    | 3,6,9                            | 4:00  |
| 5.    | Always on My Own                 | 2:23  |
| 6.    | Real Life                        | 2:37  |
| 7.    | Human Being                      | 3:28  |
| 8.    | Manhattan                        | 5:16  |
| 9.    | Silent Machine                   | 4:00  |
| 10.   | Nothin' But Time (avec Iggy Pop) | 10:55 |
| 11.   | Peace and Love                   | 3:37  |
| 48:50 |                                  |       |

## Musiciens
- Chan Marshall – chant et tous les instruments sauf :
- Judah Bauer – guitare sur Ruin et Cherokee
- Gregg Foreman – piano sur Ruin
- Erik Paparazzi – guitare basse sur Cherokee et Ruin
- Iggy Pop – chant sur Nothin' But Time
- Jim White – batterie sur Ruin